# Anatoli
Anatolí  este un oraș în Grecia în prefectura Ioannina.